# William Shinkman
William Anthony Shinkman est un joueur d'échecs et un compositeur de problèmes d'échecs américain né le 25 décembre 1847 à Reichenberg en royaume de Bohême et mort le 25 mai 1933 à Grand Rapids (Michigan).

## Biographie et carrière
Né en Bohême, William Shinkman émigra aux États-Unis à l'âge de six ans et fut naturalisé américain. Shinkman était un fort joueur d'échecs par correspondance.
Il a composé plus de trois mille problèmes dans tous les genres et est considéré comme le successeur de Sam Loyd, dont il était l'ami.
Il était surnommé « le sorcier de Grand Rapids ».